# Lymantria antennata
Lymantria antennata är en fjärilsart som beskrevs av Walker 1855. Lymantria antennata ingår i släktet Lymantria och familjen tofsspinnare. Inga underarter finns listade i Catalogue of Life.

## Bildgalleri

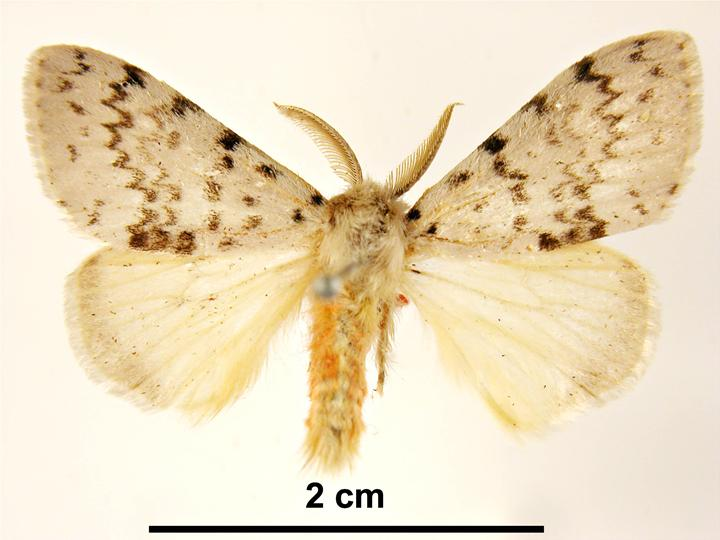